# Darron Gibson
Darron Thomas Daniel Gibson, més conegut com a Darron Gibson (Derry, Irlanda del Nord, 25 d'octubre de 1987), és un futbolista nord-irlandès que juga com migcampista a l'Everton F.C. de la lliga anglesa. Actualment juga també per a la Selecció de futbol de la República d'Irlanda.

## Trajectòria
Darron Gibson va començar la seva carrera com a jugador de la Derry and District League així com de l'Institute F.C. La seva trajectòria professional es va iniciar l'1 de juliol de 2004, en unir-se al Manchester United F.C. Tanmateix, el seu debut no va ser sinó fins al 26 de setembre de 2005 en un partit de la Football League Cup; jugant contra el Barnet F.C. en qualitat de jugador substitut de Lee Martin. Malgrat haver fet el seu debut, durant la resta de la temporada 2005 - 2006, va participar únicament en partits de l'equip de reserva del club; fent nou aparicions i dues anotacions. A la mencionada temporada al costat de l'equip de reserva, va guanyar un triplet. Al maig de 2006 va guanyar el reconeixement Jimmy Murphy Award que és lliurat al millor jugador jove de l'any. A la pretemporada de 2006 - 2007, Gibson va tornar a jugar novament per a l'equip principal del club. Així, va jugar contra el Kaizer Chiefs FC com a part dels amistosos del tour d'estiu, així com contra el Celtic F.C. i el Preston North End com a part dels amistosos domèstics.
Al final de l'estiu, Gibson va ser cedit al Royal Antwerp FC per la primera meitat de la temporada 2006 - 2007. Els seus companys Danny Simpson, Jonny Evans i Fraizer Campbell també van ser cedits com a part de l'acord amb el Royal Antwerp. A diferència de Jonny Evans i Danny Simpson, Campbell i Gibson van romandre en la segona meitat de la temporada. L'octubre de 2007 va ser cedit durant tres mesos al Wolverhampton Wanderers F.C.; estenent-se posteriorment la seva cessió per la segona meitat de la temporada 2007 - 2008. El seu debut, com a jugador dels Wanderers, va ser en un partit portat a terme el 20 d'octubre de 2007 contra el Charlton Athletic F.C.. Al costat dels Wanderers, Gibson va fer vint-i-quatre aparicions i una anotació; la qual va marcar contra el Burnley F.C. en un partit de la Championship, portat a terme el 8 de desembre de 2007.
L'estiu de 2008, Gibson va tornar al Manchester United i va participar en alguns partits amistosos del club. Així, el 4 d'agost de 2008, va marcar un gol. Aquest gol va ser seleccionat com el Goal of the Month («Gol del Mes»), amb un 38% de la votació al web oficial del Manchester United. El seu exercici en aquest partit va permetre que Sir Alex Ferguson considerarà deixar-ho jugar per a l'equip principal durant la temporada 2008 - 2009. Així, Gibson no va ser cedit novament i va romandre en el club. Posteriorment, el 23 de setembre de 2008, va jugar en un partit contra el Middlesbrough F.C., com a part de la tercera ronda classificadora de la Football League Cup; substituint a Rodrigo Possebon, qui va resultar greument lesionat.

## Internacional
Darron Gibson va pertànyer inicialment a la Selecció sub16 d'Irlanda del Nord, per a la qual va jugar diversos partits de la Victory Shield. Tanmateix, a causa de les assistències del jugador a les sessions d'entrenament del Manchester United, la selecció nord-irlandesa va deixar d'incloure'l a la seva plantilla de jugadors. En conseqüència, Gibson va acceptar integrar-se posteriorment a la Selecció de la República d'Irlanda.
La seva decisió va causar una disputa entre la Irish Football Association i la Football Association of Ireland, les quals discutien l'elegibilitat internacional de Gibson com a jugador de la República d'Irlanda. Encara que la disputa per l'elegibilitat de Gibson va començar el gener de 2007, quan se'l va incloure per representar la República d'Irlanda en un partit classificador de l'Eurocopa 2008, la IFA ja havia expressat anteriorment la seva preocupació per la inclusió de jugadors nord-irlandesos a la selecció del mencionat país; incloent el cas de Gibson. Nigel Worthington, entrenador de la selecció d'Irlanda del Nord, va tractar de convèncer-ho per canviar la seva decisió, però Gibson va reafirmar els seus desigs de romandre on era. Per això, el cas va ser portat a discussió a la FIFA i a l'Assemblea d'Irlanda del Nord; a on també es van discutir els casos de Tony Kane, Michael O'Connor i Marc Wilson, que es trobaven a la mateixa situació. Finalment, es va concloure que Gibson podria jugar per a qualsevol de les seleccions, però sense fer-lo simultàniament.

## Clubs
| Club | País                          | Any                                 |
| --- | ----------------------------- | ----------------------------------- |
| Manchester United F.C. Royal Antwerp FC Wolverhampton Wanderers F.C. Manchester United F.C. Everton Football Club | Anglaterra Bèlgica Anglaterra | 2004-2005 -2006 -2007 -2008 -2012 - |